# اپیگنس (دهانه)
اپیگنس یک دهانه برخوردی در ماه‌ است.

## دهانه‌های اقماری
این دهانه ۷ دهانه اقماری دارد.
| Epigenes | عرض جغرافیایی | طول جغرافیایی | قطر          |
| -------- | ------------- | ------------- | ------------ |
| A        | ۶۶.۹° N       | ۰.۳° W        | ۱۸.۰ کیلومتر |
| B        | ۶۸.۳° N       | ۳.۱° W        | ۱۱.۰ کیلومتر |
| D        | ۶۸.۳° N       | ۰.۳° E        | ۱۰.۰ کیلومتر |
| G        | ۶۸.۹° N       | ۷.۰° W        | ۵.۰ کیلومتر  |
| F        | ۶۷.۱° N       | ۸.۱° W        | ۵.۰ کیلومتر  |
| H        | ۶۹.۴° N       | ۶.۴° W        | ۷.۰ کیلومتر  |
| P        | ۶۵.۴° N       | ۵.۴° W        | ۳۳.۰ کیلومتر |